# Ángeles del Infierno
Pour les articles homonymes, voir Angeles (homonymie).
Ángeles del Infierno est un groupe basque espagnol de heavy metal et hard rock, originaire de Lasarte-Oria, Guipuscoa. Il est formé en 1978 par le guitariste Robert Alvarez et le bassiste Santi Rubio. Le groupe est considéré par la presse spécialisée comme une légende du heavy metal en espagnol.

## Historique

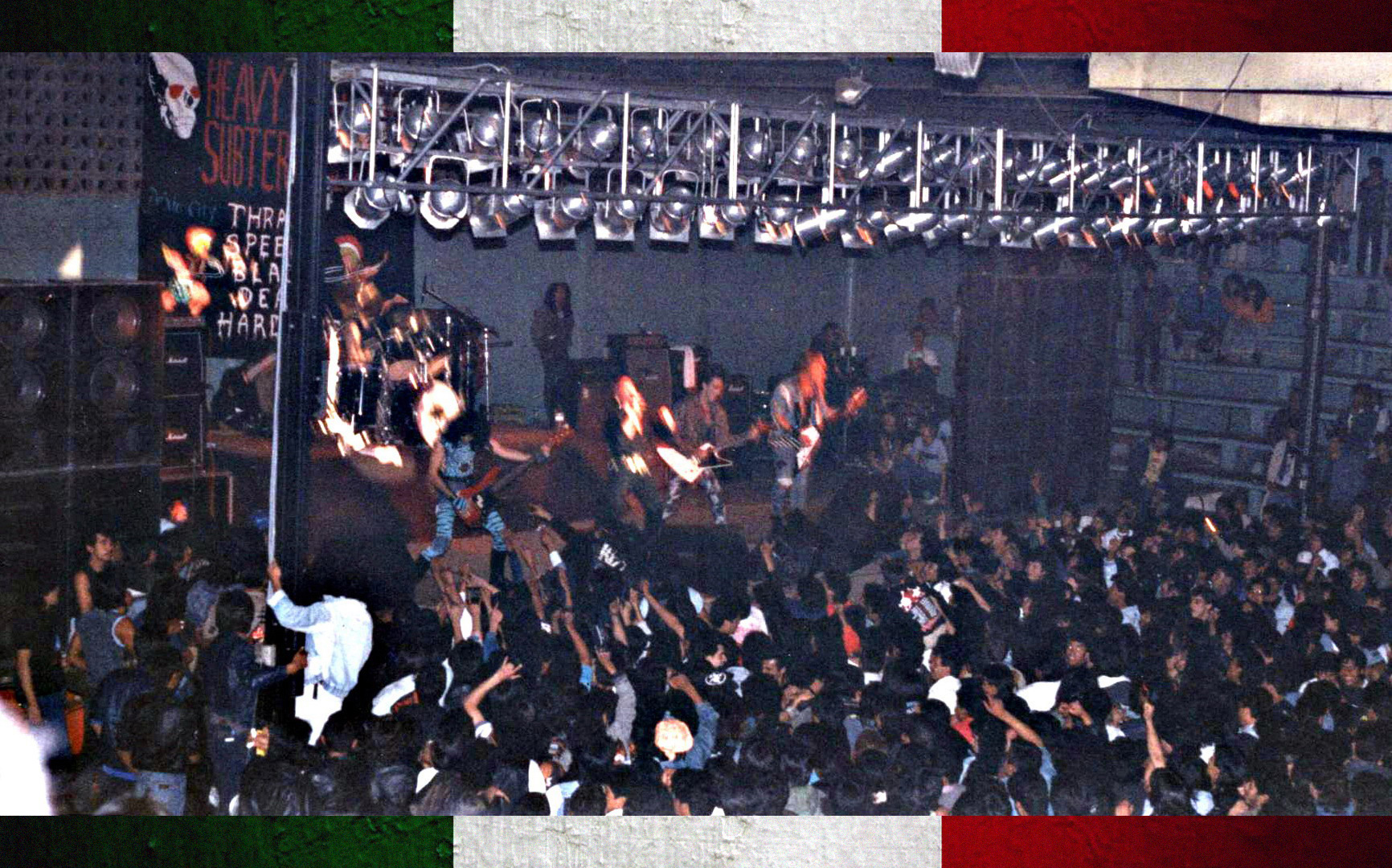
Les Ángeles à Mexico en 1990.

Ángeles del Infierno (qui signifie en espagnol « Anges de l'Enfer ») est formé en 1978 à Lasarte-Oria, Guipuscoa. Robert a vécu 10 ans en Suisse, où il forme un groupe appelé The Flood. Déjà dans le Pays basque, il fait la rencontre du guitariste Santi ; la formation du groupe se compose par la suite de Robert Alvarez (guitare solo), Santi Rubio (basse), Manu García (guitare rythmique) et Iñaki Munita (batterie). 
C Juan Gallardo devient leur chanteur au début de 1982 et décide de changer définitivement le nom du groupe pour Ángeles del Infierno. La plupart des chansons sont composées par Juan Gallardo et Robert Alvarez. Ángeles del Infierno joue pour des groupes comme AC/DC, Motörhead en novembre 1982 (au Palacio de los Deportes de Bilbao) et Saxon en avril 1983 (Vélodrome de Anoeta), et participe au Festival de Mazarrock en 1983. À cette période, Jesús Caja devient leur agent artistique. Le groupe signe avec la multinationale WEA. Leur premier album, Pacto con el Diablo, est publié chez Warner Music. Il est enregistré aux Mediterráneo Studios d'Ibiza. Leur deuxième album studio, Diabolicca, est aussi enregistré aux Mediterráneo Studios.« Mariskal » Diego Romero et Dennis Herman retournent dans le groupe et oriente ce dernier vers un chemin plus heavy metal.
En 2003, le groupe rencontre et signe avec Botina Bros pour lancer son sixième album studio après huit ans de pause, intitulé Todos Somos Ángeles. Le 9 mai 2004, le groupe joue avec Rata Blanca au Festival Iberoamericano de Rock “Vive Latino” à Mexico. Le 21 novembre 2007, ils jouent au Plaza Aragon de Chicago dans l'Illinois.
Après quinze ans, le groupe annonce son retour en concert à Lima, au Pérou, le 7 mars 2017. Cette performance s'effectuera lors d'une tournée sud-américaine dans des pays comme le Guatemala et le Honduras.

## Membres

### Membres actuels
- Juan Gallardo - chant (depuis 1982)
- Robert Álvarez - guitare solo (depuis 1978)
- Foley - guitare rythmique (depuis 2009), basse (2000-2009)
- Emi - basse (depuis 2011)
- Gerardo García - batterie (1997-2007, depuis 2007)
- Eddie - claviers (depuis 2010)

### Anciens membres
- Santiago « Santi » Rubio - basse (1978-1997)
- Manu García - guitare rythmique (1978-1991)
- Iñaki Munita - batterie (1979-1987)
- José Sánchez - batterie (1987-1990)
- Javier « Carlucho » ou « Cozy » - batterie (1990-1993)
- Toni Montalvo - batterie (1993-1995)
- Rafa Delgado - batterie (1995-2007)
- Guillermo Pascual - guitare rythmique, claviers (1991-1996)
- Alfonso Polo - guitare rythmique (1991-1996), basse (1997-2000)
- Gustavo Santana - guitare rythmique (2000-2008)
- Deodato « Dio » Montenegro - claviers (2007-2010)
- Fern Graver - basse (2009-2011)

## Discographie
- 1984 : Pacto con el Diablo
- 1984 : Diabolicca
- 1986 : Instinto Animal
- 1986 : Joven Para Morir
- 1988 : 666
- 1993 : A Cara o Cruz
- 2003 : Todos somos Ángeles